# Rebolledo (Cantabria)
Rebolledo es una localidad del municipio de Valdeolea (Cantabria, España). La localidad se encuentra a 1040 m s. n. m. (metros sobre el nivel del mar), y a 2 km de la capital municipal, Mataporquera. En el año 2024 contaba con una población de 6 habitantes (INE).
Aquí se encuentra una villa romana visitable.
- Datos: Q6102497